# Notre dernière valse
Pour plus de détails, voir Fiche technique et Distribution.
Notre dernière valse (Dansen med Regitze) est un film danois réalisé par Kaspar Rostrup, sorti en 1989. Le film fut nommé à l'Oscar du meilleur film en langue étrangère.

## Fiche technique
- Titre : Notre dernière valse
- Titre original : Dansen med Regitze
- Réalisation : Kaspar Rostrup
- Scénario : Kaspar Rostrup et Karen Bentzon d'après le roman de Martha Christensen
- Production : Lars Kolvig
- Musique : Fuzzy
- Pays de production : Danemark
- Genre : drame
- Durée : 102 minutes
- Date de sortie :  1989

## Distribution
- Frits Helmuth : Karl Aage
- Ghita Nørby : Regitze
- Henning Moritzen : Borge
- Tove Maës : Vera